# Fonso (häst)
Fonso, född 1902, död cirka 1914, var ett engelskt fullblod, mest känd för att ha segrat i Kentucky Derby (1880).

## Bakgrund
Fonso var en fuxhingst efter King Alfonso och under Weatherwitch (efter Weatherbit). Han föddes upp av A. J. Alexander och ägdes av John Snell Shawhan. Han tränades under tävlingskarriären av Tice Hutsell.
Fonso sprang totalt in 8 175 dollar på 12 starter, varav 5 segrar, 3 andraplatser och 2 tredjeplatser. Han tog karriärens största segrar i Kentucky Derby (1880). Han segrade även i Maiden Stakes (1879), Colt Stakes (1879) och Phoenix Stakes (1880).

## Karriär
Fonso segrade i Phoenix Stakes som treåring över Luke Blackburn som slutade trea, men är bäst ihågkommen för att han besegrade Kimball i Kentucky Derby 1880. Banan var torr och mycket dammig, och Fonso lyckades att ta ledningen, vilket skymde sikten för de andra hästarna. Fonso segrade med en längd på 2:37,50. Han reds i löpet av jockeyn George Garret Lewis. Ägaren till Kimball yrkade på ett regelbrott under löpet mot Fonso, men placeringen ändrades inte.

### Som avelshingst
Fonso dog 1903, vid 26 års ålder då han var uppstallad som avelshingst på Oakwood Stud Farm i Lexington, Kentucky. Hans mest anmärkningsvärda avkomma var stoet Fondling (1886, u. Kitty Heron e. Chillicothe).